# Zjawiska Kerra
Zjawisko Kerra – pojawianie się dwójłomności w substancjach, które w normalnych warunkach jej nie wykazują; znane są co najmniej trzy odmiany tego efektu:
- wymuszenie dwójłomności polem elektrycznym; bywa nazywane kwadratowym elektrooptycznym zjawiskiem Kerra, dla odróżnienia od pozostałych; odkryte w 1875 przez Johna Kerra[2];
- analogiczny efekt magnetooptyczny, również badany przez Kerra;
- efekt czysto optyczny, spowodowany silnym natężeniem światła.

## Kwadratowe elektrooptyczne zjawisko Kerra
Elektrooptyczne zjawisko Kerra to pojawianie się dwójłomności w ośrodku izotropowym pod wpływem przyłożonego pola elektrycznego. Powstaje ono w wyniku układania się polarnych cząsteczek ośrodka w kierunku zewnętrznego pola elektrycznego, dzięki czemu ośrodek staje się dwójłomny. Po wyłączeniu pola materiał traci tę właściwość ponownie stając się ośrodkiem izotropowym optycznie. Uporządkowaniu cząsteczek przeciwdziałają ich ruchy termiczne, dlatego współczynnik Kerra maleje przy wzroście temperatury.
Aby zaobserwować zjawisko Kerra, można przyłożyć pole elektryczne prostopadle do biegnącego promienia światła spolaryzowanego liniowo pod kątem 45° do pola elektrycznego. Na wyjściu komórki światło spolaryzowane jest eliptycznie zależnie od drogi światła w ośrodku, natężenia pola elektrycznego i rodzaju substancji. Tak zbudowany przyrząd nazywany jest komórką Kerra.
W zjawisku tym różnica współczynników załamania dla kierunku zwyczajnego i nadzwyczajnego określona jest wzorem:
{\displaystyle \Delta n=\lambda KE^{2},}
gdzie:
{\displaystyle \lambda } – długość fali świetlnej,
{\displaystyle K} – stała Kerra charakteryzująca ośrodek,
{\displaystyle E} – natężenie pola elektrycznego.
Przykładowe wartości stałej Kerra:
toluen – 3,58·10−14 m V−2
woda – 9,4·10−14 m V−2
nitrobenzen – 4,4·10−12 m V−2
Stała ta może przyjmować również wartości ujemne, np. dla chloroformu (linia D sodu) −3,88·10−14 m/V².
Dla promienia przechodzącego prostopadle do pola elektrycznego różnica dróg optycznych promienia zwyczajnego i nadzwyczajnego określona jest wzorem:
{\displaystyle \Delta l=BlE^{2},}
gdzie:
{\displaystyle \Delta l} – różnica dróg optycznych,
{\displaystyle B} – stała charakteryzująca materiał,
{\displaystyle l} – długość drogi promienia w substancji,
{\displaystyle E} – natężenie pola elektrycznego.
Podobny efekt pojawia się w obecności pola magnetycznego. Nosi ono nazwę zjawiska Cottona-Moutona.

### Wysokoczęstotliwościowe zjawisko Kerra
Szczególnym przypadkiem elektrooptycznego zjawiska Kerra jest efekt wywołany polem elektrycznym samego światła. Efekt ten nazywany jest wysokoczęstotliwościowym lub optycznym. W przypadku wiązek laserowych o bardzo dużym natężeniu można dzięki temu zjawisku uzyskać efekt samoogniskowania i samomodulacji.

## Magnetooptyczne zjawisko Kerra

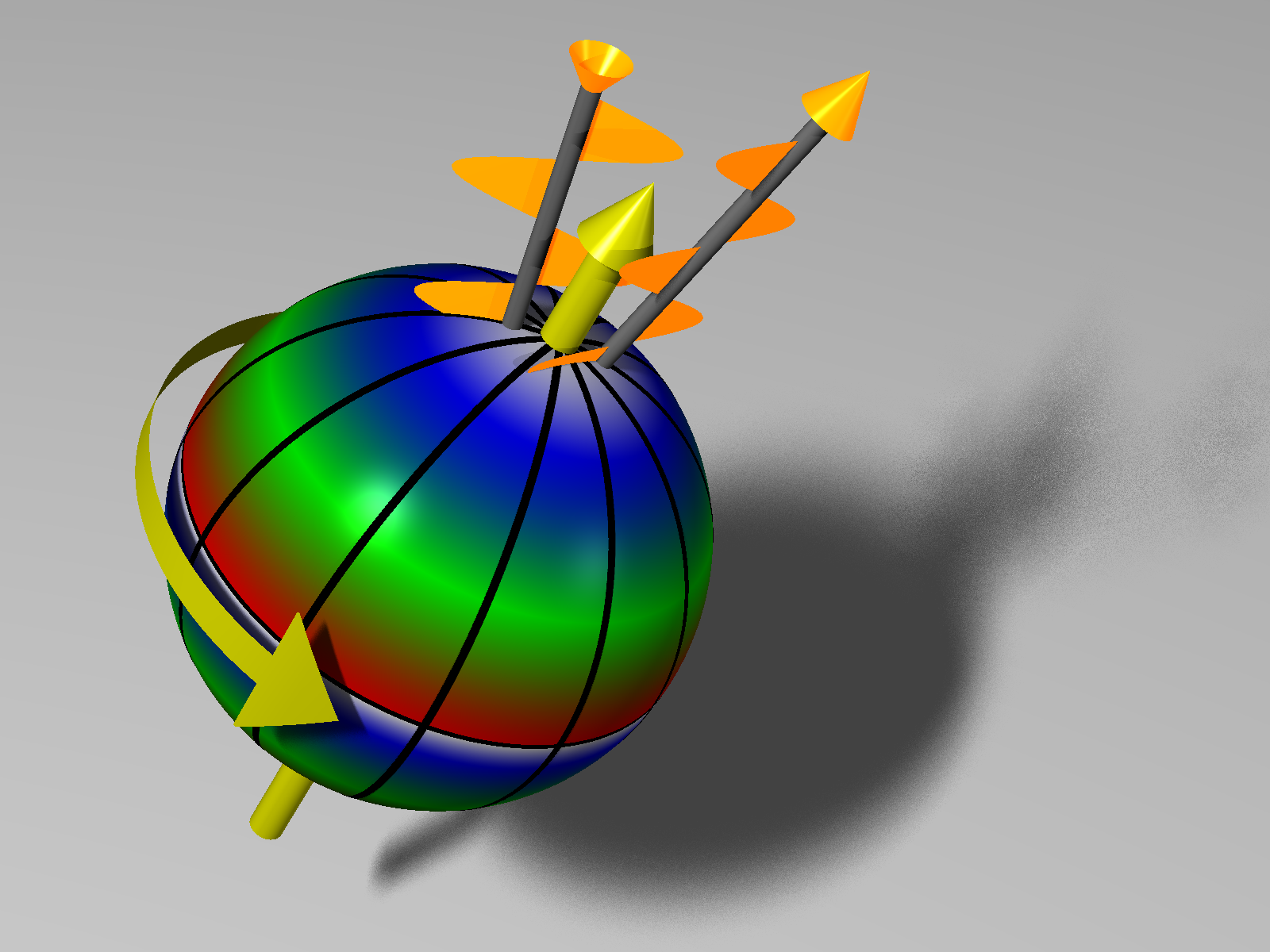

Magnetooptyczne zjawisko Kerra jest podobne do efektu elektrooptycznego, ale jest wywołane polem magnetycznym. Polega na tym, że płaszczyzna polaryzacji światła odbitego od namagnesowanej próbki (np. wypolerowany rdzeń elektromagnesu) jest skręcona o pewien kąt w stosunku do płaszczyzny polaryzacji światła padającego na próbkę. Magnetooptyczny efekt Kerra jest podobny do zjawiska Faradaya, w którym podobny obrót zachodzi po przejściu wiązki światła przez materiał.